# Aga (Onon)
Die Aga (russisch Ага́) ist ein linker Nebenfluss des Onon im früheren Autonomen Kreis der Aginer Burjaten in der russischen Region Transbaikalien.
Der 167 km lange Fluss entsteht am Zusammenfluss von Urdo-Aga und Choito-Aga. Er durchfließt die Agasteppe in Richtung Ostnordost und passiert dabei die Kleinstadt Aginskoje. Die Aga mündet schließlich in den Onon. Die Aga entwässert ein Gebiet mit einer Fläche von etwa 8000 km².